# Homer Martin Adkins

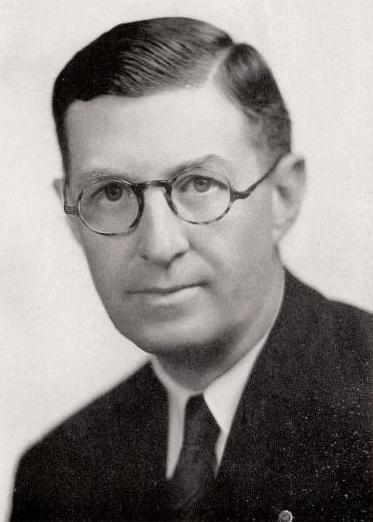
Homer Martin Adkins (1944)

Homer Martin Adkins (* 15. Oktober 1890 in der Nähe von Jacksonville, Arkansas; † 26. Februar 1964 in Malvern, Arkansas) war ein US-amerikanischer Politiker und zwischen 1941 und 1945 Gouverneur von Arkansas.

## Frühe Jahre und politischer Aufstieg
Adkins besuchte das Draughon’s Business College und das Little Rock College of Pharmacy. Im Alter von 20 Jahren wurde er als Apotheker zugelassen. Er konnte aber zunächst nur mit einer Sondererlaubnis in diesem Beruf arbeiten, weil das Mindestalter dafür 21 Jahre betrug. Während des Ersten Weltkriegs diente er in einer medizinischen Einheit der US-Armee. Dabei stieg er bis zum Hauptmann (Captain) auf. Er war Mitglied der Demokratischen Partei. Im Jahr 1923 wurde er Sheriff im Pulaski County. Er behielt dieses Amt bis 1926. In dieser Zeit war er laut der Arkansas Encyclopedia Mitglied des Ku-Klux-Klans, der damals in einigen Teilen von Arkansas aktiv war. Im Jahr 1929 wurde er in den Stadtrat von Little Rock gewählt. Zwischen 1933 und 1940 war er Leiter der Steuerbehörde in Arkansas (Collector of Internal Revenue). Im Jahr 1940 trat Adkins gegen den Amtsinhaber Carl Bailey bei den Gouverneursvorwahlen an. Bailey war ein innenpolitischer Gegner von Adkins. Es gelang Adkins, sowohl die Vorwahlen als auch die eigentlichen Gouverneurswahlen dieses Jahres zu gewinnen.

## Gouverneur von Arkansas
Adkins trat sein neues Amt am 14. Januar 1941 an. Nach einer Wiederwahl im Jahr 1942 konnte er bis zum 9. Januar 1945 amtieren. In seiner Amtszeit stieg der Haushaltsüberschuss von 21 Millionen Dollar auf 45 Millionen. Die Vollendung des Grand River Damms in Oklahoma sorgte auch dafür, dass Teile von Arkansas mit der dringend benötigten Elektrizität versorgt wurden. Er förderte außerdem den Ausbau der Autobahnen. Adkins Amtszeit wurde vom Zweiten Weltkrieg überschattet. Seit Dezember 1941 befanden sich die USA im Kriegszustand mit Japan und Deutschland. Für Arkansas hatte das auf der einen Seite wirtschaftliche Vorteile. Die Bundesregierung investierte über $300 Millionen in den Bau von Rüstungsfabriken und Militäranlagen. Das garantierte eine Vollbeschäftigung. Die Kehrseite war die Rekrutierung von Soldaten für den Krieg, aus dem viele nicht wieder heimkehrten. Im Jahr 1943 unterstützte der Gouverneur ein Gesetz, nach dem allen Bürgern mit japanischer Herkunft untersagt wurde, in Arkansas Eigentum zu besitzen. Er war gegen Kriegsgefangenenlager auf dem Gebiet von Arkansas. Innenpolitisch war Adkins für die Rassentrennung und lehnte eine eventuelle Gleichstellung der Rassen strikt ab. In diesem Punkt widersetzte er sich sogar der Bundesregierung, die einen deutlich liberaleren Kurs in dieser Frage eingeschlagen hatte. Eines seiner Ziele war, seine Demokratische Partei zu einer Partei mit ausschließlich weißen Mitgliedern zu machen.

## Weiteres Leben
Nach dem Ende seiner Amtszeit war Adkins als Berater von einigen Politikern tätig. Im Jahr 1948 wurde er Leiter der Arkansas Employment Security Division, was in etwa einem Arbeitsamt entspricht. 1956 eröffnete er in Little Rock eine Werbefirma (Public Relations firm). Ex-Gouverneur Adkins starb im Februar 1964.